# Paul Laux
Pour les articles homonymes, voir Laux (homonymie).
Paul Laux (11 novembre 1887 à Weimar – 2 septembre 1944 à Riga) est un General der Infanterie allemand qui a servi au sein de la Wehrmacht pendant la Seconde Guerre mondiale.
Il a été décoré de la croix de chevalier de la croix de fer. Cette décoration avec son grade supérieur, les feuilles de chêne, sont attribuées pour récompenser un acte d'une extrême bravoure sur le champ de bataille ou un commandement militaire avec succès.

## Biographie
Le 29 août 1944, l'avion de Paul Laux s'écrase durant un vol de reconnaissance et celui-ci meurt de ses blessures le 2 septembre 1944.

## Décorations
- Croix de fer (1914)
  - 2e classe
  - 1re classe
- Croix de chevalier de l'ordre militaire de Saint-Henri (6 mai 1918)
- Croix d'honneur
- Agrafe de la croix de fer (1939)
  - 2e classe
  - 1re classe
- Médaille du Front de l'Est
- Croix de chevalier de la croix de fer avec feuilles de chêne
  - Croix de chevalier le 14 décembre 1941 en tant que Generalleutnant et commandant de la 126. Infanterie-Division[1]
  - 237e feuilles de chêne le 17 mai 1943 en tant que General der Infanterie et commandant du II. Armeekorps[2]